# Hideo Fukuyama
Hideo Fukuyama (jap. 福山英朗 Fukuyama Hideo; ur. 13 sierpnia 1955 w Suzuce) – japoński kierowca wyścigowy.

## Kariera
Fukuyama rozpoczął karierę w międzynarodowych wyścigach samochodowych w 1981 roku od startów w Japońskiej Formule 3. Z dorobkiem dwunastu punktów został sklasyfikowany na jedenastej pozycji w klasyfikacji generalnej. W późniejszych latach Japończyk pojawiał się także w stawce All Japan Sports Prototype Car Endurance Championship, Asia-Pacific Touring Car Championship, World Sports-Prototype Championship, Japanese Touring Car Championship, Japońskiej Formuły 3000, Sportscar World Championship, All Japan GT Championship, Global GT Championship, 24-godzinnego wyścigu Le Mans, Super GT, Japan GT Festival in Malaysia, 1000 km Suzuka oraz NASCAR Winston Cup.

## Wyniki w 24h Le Mans
| Rok  | Zespół            | Partnerzy                       | Samochód               | Klasa | Okr. | Poz. | Klasa Pos. |
| ---- | ----------------- | ------------------------------- | ---------------------- | ----- | ---- | ---- | ---------- |
| 1988 | ADA Engineering   | Ian Harrower Jiro Yoneyama      | ADA 03-Ford Cosworth   | C2    | 318  | 18   | 2          |
| 1995 | NISMO             | Masahiko Kondō Shunji Kasuya    | Nissan Skyline GT-R LM | GT1   | 271  | 10   | 5          |
| 2000 | Team Taisan Advan | Atsushi Yogō Bruno Lambert      | Porsche 911 GT3-R      | GT    | 310  | 16   | 1          |
| 2001 | Team Taisan Advan | Atsushi Yogō Kazuyuki Nishizawa | Porsche 911 GT3-RS     | GT    | 273  | 11   | 5          |